# Bezirk Koknese
Der Bezirk Koknese (Kokneses novads) war ein Bezirk im Zentrum Lettlands in der historischen Landschaft Vidzeme östlich von Riga, der von 2009 bis 2021 existierte. Bei der Verwaltungsreform 2021 wurde der Bezirk aufgelöst, seine Gemeinden gehören seitdem zum neuen Bezirk Aizkraukle.

## Geographie
Das Gebiet liegt nördlich der Düna. Hinter dem Ufer steigt die Landschaft an und ist in den nördlichen Bereichen hügelig und bewaldet.

## Bevölkerung
Der Bezirk bestand aus den drei Gemeinden (pagasts) Bebri, Irši und dem Verwaltungszentrum Koknese. 6036 Einwohner lebten 2010 im Bezirk.

## Nachweise
1. ↑  Vides aizsardzības un reģionālās attīstības ministrija (Ministerium für Naturschutz und Regionalentwicklung), Karten und Auflistung der Verwaltungseinheiten, abgerufen am 27. Juli 2021